# 中国空军进行曲
《中国空军进行曲》，是中国人民解放军空军军歌。1989年由中国人民解放军空军政治部组织创作，经中国人民解放军空军党委审定后，同年8月23日正式颁布。

## 历史
1983年，中国人民解放军空军政治部文化部部长黄河、李明天在任时，便多次组织军内外词曲作家来空军部队采风，创作出不少歌曲。其中《蓝天军魂》等歌曲在部队试唱后反响很好。1986年，孟繁锦就任中国人民解放军空军政治部文化部部长，上任后接手了创作空军军歌的任务。此前，空军政委高厚良离任时，最大的遗憾便是没创作出空军军歌。新任空军司令员王海、政委朱光上任后，将创作空军军歌提到了空军党委工作议程中。
1988年12月10日，中国人民解放军空军政治部文化部选出6首空军歌曲录音，提请空军党委会议进行审查。空军司令员王海、政委朱光指出了创作中的不足之处，要求以毛泽东主席“建立一支强大的人民空军，保卫祖国，准备战胜侵略者”的题词为中心创作。
为落实空军首长的上述指示，孟繁锦在1988年1月22日、23日亲自写歌词。1月25日将歌词报送空军政治部主任丁文昌，丁文昌迅速批示让空军政治部文化部再征求空军政治部编研室、政研室的意见。在听取意见后又对歌词作个别修改。原歌词稿中“飞翔，飞翔，中国空军在烽火中成长”，张士燮建议在“飞翔，飞翔”后加“乘着长风飞翔”一句，获得大家认可。新歌词送请空军党委审查时，空军司令员王海针对原歌词稿中“炼铁翼神箭，筑蓝天屏障”一句提出，“屏障”不好，还是“蓝天长城”好。此次空军党委会议上，空军副司令员林虎也发表了意见。会议同意组织人员为该歌词谱曲。
1989年3月28日，空军政治部主任丁文昌批示，抓紧组织谱曲。1989年3月30日，孟繁锦到空政文工团召集18位创作员开会布置，并且发函邀请外单位作曲家谱曲。截至4月30日，共谱曲25首，其中包括施光南、彦克、晓河、田光、黄准等知名作曲家谱曲。
1989年5月，将这批歌曲隐去作者的姓名，发给20多位军内外作曲家评审投票。其间，还分别征求《歌曲》、《解放军歌曲》编辑，中国人民解放军艺术学院的时乐濛、钟立民、邵遗逊等人意见。此后将选出的6首歌曲录制成小样送到首都戒严部队、中国人民解放军空军指挥学院、中国人民解放军航空兵某部征求意见，又从中选出两首作品（分别是苏任千、羊鸣的作品），以苏任千的作品为基础，由羊鸣协助修改，共同完成了作曲。
1989年8月，经空军党委常委会审定后，由空军政治部通过正式文件颁发。《中国空军进行曲》由此成为中国人民解放军空军的代军歌。
先后参与过空军军歌创作的词曲作家共50多人，历时十多年。词作者孟繁锦当时拒绝署名为“歌词执笔”，也拒绝了记功。后来《空军大辞典》“中国空军进行曲”词条中记载《中国空军进行曲》由“空军政治部文工团苏任千、羊鸣作曲，孟繁锦（执笔）、阎肃、张士燮、王剑兵、石顺义等集体作词。”
《中国空军进行曲》问世后，在空军部队反响强烈。1989年空军政治部年终总结时，空军政委朱光赞扬《中国空军进行曲》是空军重要的政治建设。空军原政委高厚良见到孟繁锦时也表示了赞扬。

## 歌词
《中国空军进行曲》现行歌词为：
|  | 飞翔！飞翔！ 乘着长空飞翔 中国空军在烽火中成长 碧空里呼啸着威武的机群 大地上密布着警惕的火网 红星闪闪 辉映长空百战的历史 军旗飘飘 召唤我们献身国防 为中华振兴 为民族富强 炼铁翼神箭 铸蓝天长城 保卫领空 抵御侵略 迎着新世纪的曙光 飞翔！飞翔！飞翔！ |